# Засецкий, Пётр Иванович
Пётр Иванович Засецкий (1899—1941) — советский оперный певец (тенор), заслуженный артист БССР, Народный артист Белорусской ССР (1940).

## Биография
Пётр Засецкий учился в Саратовской консерватории. На оперной сцене дебютировал в 1920 году в городе Ростов-на-Дону. Работал в Оперной студии Станиславского (до 1924 года), в Большом театре.
С 1924 по 1937 год работал в оперных театрах Ленинграда, а в 1937 году перебрался в Минск, где пел в театре оперы и балета.

## Партии
- «Свадьба Фигаро» Моцарта — Дон Базилио[1]
- «Похищение из сераля» Моцарта — Педрильо
- «В пущах Полесья» А. В. Богатырёва — Савка Мильгун (первый исполнитель)[2]
- «За красный Петроград» А. П. Гладковского и Е. В. Пруссака — Вася
- «Михась Подгорный» Е. К. Тикоцкого — Мартин
- «Цветок счастья» А. Е. Туренкова — Микита (первый исполнитель)[2]
- «Тихий Дон» И. И. Дзержинского — Мишук
- «Нос» Д. Д. Шостаковича — Иван
- «Леди Макбет Мценского уезда» Д. Д. Шостаковича — Сергей

## Награды
- Орден Трудового Красного Знамени (20.06.1940) — за выдающиеся заслуги в деле развития белорусского театрального и музыкального искусства